# Josip Botteri Dini
Josip Botteri Dini (Zagreb, 3. lipnja 1943.) hrvatski je slikar. Najpoznatiji je po djelima sakralne tematike, posebice po vitrajima i mozaicima. Otac je hrvatske akademske slikarice Ane Marije Botteri.

## Životopis
Nakon završene gimnazije u Splitu, Botteri Dini 1964. godine upisuje Akademiju likovnih umjetnosti u Zagrebu, gdje pohađa studij slikarstva kod profesora Ljube Ivančića, Ferdinanda Kulmera, Vjekoslava Paraća, Krste Hegedušića i Ive Režeka i gdje je godine 1968. diplomirao u klasi prof. Miljenka Stančića. Nakon završetka studija predavao je povijest umjetnosti na gimnazijama u Kninu i Bolu do 1975., nakon čega postaje slobodni umjetnik i član ZUH-a. Ujedno je bio i upravitelj Galerije umjetnina "Branislav Dešković" u Bolu. Danas je profesor na Likovnoj akademiji u Splitu, čiji je bio suosnivač.
Samostalno je izlagao preko stotinu puta u zemlji i inozemstvu; neki od gradova s tog popisa su Pariz, Milano, Frankfurt, Padova, Toronto, Los Angeles, Ljubljana, Zagreb, Mostar, Split, Dubrovnik i dr. Njegovi se mozaici i vitraji nalaze u crkvama u Melbourneu, Splitu, Dubrovniku, Bolu, Baškoj Vodi, talijanskom Porto d'Ascoliju, austrijskom Wulkaprodersdorfu i Beču itd. Također je ostvario više ciklusa slika na platnu i drvu, kao i u tehnici svilotiska u grafikama.
Djela mu se nalaze u Vatikanskom muzeju, Galeriji "Branislav Dešković" u Bolu, Galeriji umjetnina u Splitu, zagrebačkom Muzeju za umjetnost i obrt, Muzeju grada Šibenika, Zbirci Zagrebačke nadbiskupije i Zbirci Biškupić.
Hrvatski likovni kritičar Josip Depolo napisao je monografiju o Josipu Botteriju Diniju.

## Vanjske poveznice
- Službena stranica